# Vsévolod Pudovkin
Vsévolod Ilariónovich Pudovkin (Все́волод Илларио́нович Пудо́вкин, Penza, 28 de febrero de 1893 - Jūrmala, 20 de junio de 1953) es quizás, junto a Serguéi Eisenstein, el más prestigioso de los realizadores cinematográficos soviéticos.
Discípulo de Lev Kuleshov, Pudovkin debuta como realizador con un cortometraje cómico y con un documental, que ilustra las teorías sobre el reflejo condicionado.
En 1926, inicia la realización de su trilogía, compuesta por La Madre, adaptación de la homónima novela de Máximo Gorki, El fin de San Petersburgo y Tempestad sobre Asia.
En 1928, escribió junto a Serguéi Eisenstein y Grigori Aleksándrov el Manifiesto del sonido, donde expresaban su emoción y preocupación por la llegada del sonido a Hollywood.

## Biografía
Vsévold Pudovkin nació en Penza, en una familia rusa y fue el tercero de seis hijos. A los cuatro años su familia se mudó a Moscú, su padre Ilarión Epifánovich Pudovkin vino de los campesinos de la gobernación de Penza. Trabajó en varias compañías como gerente y vendedor puerta a puerta. La madre de Vsévolod, Elizaveta Aleksándrovna Pudóvkina (de soltera Shílkina), era ama de casa.
Como estudiante de ingeniería en la Universidad de Moscú, Pudovkin vio el servicio activo durante la Primera Guerra Mundial, siendo capturado por los alemanes. Durante este tiempo estudió lenguas extranjeras e hizo ilustraciones de libros. Después de la guerra, abandonó su actividad profesional y se unió al mundo del cine, primero como guionista, actor y director de arte, y luego como asistente de dirección de Lev Kuleshov.
Su primer trabajo notable fue una comedia corta Chess Fever (1925) codirigida con Nikolái Shpikovsky. José Raúl Capablanca tuvo una pequeña participación en él, y se presentaron otros camafeos. En 1926 dirigió la que será considerada una de las obras maestras de las películas mudas: La madre, donde desarrolló varias teorías de montaje que lo harían famoso. Ambas películas presentaron a la esposa de Pudovkin, Anna Nikoláievna Zemtsova, en las partes femeninas principales (ella dejó el cine poco después).
Su primer largometraje fue seguido por El fin de San Petersburgo (1927) y Tempestad sobre Asia (también conocido como El heredero de Genghis Khan), títulos que componen una trilogía al servicio de la política revolucionaria bolchevique.
En 1928, con el advenimiento de la película sonora, Pudovkin, Serguéi Eisenstein y Grigori Aleksándrov firmaron el Manifiesto del sonido, en el que se debaten las posibilidades del sonido, y siempre se entiende como un complemento de la imagen. Esta idea se aplicaría en sus siguientes imágenes: A Simple Case (1932) y El desertor (1933), trabajos que no coinciden con la calidad de trabajos anteriores. En 1935, fue galardonado con la Orden de Lenin.
Después de una interrupción causada por problemas de salud, Pudovkin regresó al cine, esta vez con una serie de epopeyas históricas: Victoria (1938); Minin y Pozharsky (1939) y Suvórov (1941). Los dos últimos a menudo fueron elogiados como algunas de las mejores películas basadas en la historia rusa, junto con las obras de Serguéi Eisenstein. Pudovkin recibió un Premio Stalin por ambos en 1941.
Durante la Segunda Guerra Mundial fue evacuado a Kazajistán, donde dirigió varias películas patrióticas de guerra. También jugó un pequeño papel en la película "Iván el Terrible" (como el tonto de Dios). Con el final de la guerra, regresó a Moscú y continuó su trabajo en el estudio Mosfilm, haciendo películas biográficas y de guerra. En 1947 recibió otro Premio Stalin por su trabajo en el Almirante Najímov, y en 1950 - su segunda Orden de Lenin y un tercer Premio Stalin por Zhukovski. Su último trabajo fue El regreso de Vasili Bórtnikov (1953).
Además de dirigir, escribir guiones y actuar, Pudovkin fue también educador y periodista, autor de varios libros sobre teoría cinematográfica, profesor de VGIK, presidente de la sección de cine en VOKS (desde 1944) y miembro del Comité de Paz Soviético.
Vsévolod Pudovkin murió el 30 de junio de 1953 en Jūrmala, RSS de Letonia (cerca de Riga) después de un ataque al corazón. Fue enterrado en el cementerio Novodévichi. Una de las calles de Moscú lleva el nombre de Pudovkin.

## Características de su obra
- Toma de conciencia de sus personajes principales. En La Madre será una mujer proletaria, en El fin de San Petersburgo un joven campesino y en Tempestad sobre Asia un cazador mongol.
- Alterna, por medio de las acciones paralelas, los relatos individuales con los grandes temas colectivos.
- “Guiones de hierro”: la complejidad de la construcción de sus argumentos, y su puesta en escena de una forma prodigiosa, fue posible gracias al uso de los “guiones de hierro” que Pudovkin preparaba minuciosamente.
- Para Pudovkin el montaje se establecía a priori, es decir, en el guion escrito, mientras Eisenstein defenderá el montaje a posteriori, utilizado para expresar mediante el choque de imágenes todos los conflictos.
- Uso del montaje constructivo. Pudovkin está en contra del uso del plano general prefiriendo los planos próximos de detalle.

## Filmografía

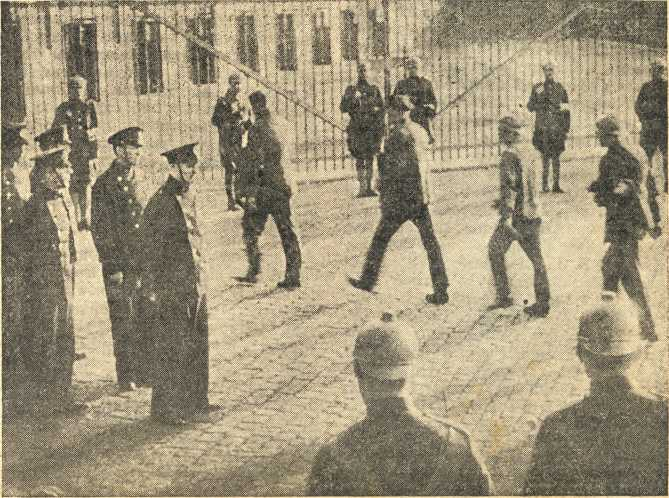
Fotograma de la película El desertor: esquiroles acudiendo al trabajo.

- Hambre... Hambre... Hambre (1921)
- La fiebre del ajedrez (1925)
- La Madre (1926)
- El Fin de San Petersburgo (1927)
- Tempestad Sobre Asia (1928)
- El desertor (Дезертир, 1933)
- Madre e Hijos (1938)
- Minin y Pozharski (1938)
- General Suvórov (1941)
- Admiral Najímov (1946)
- Tres Encuentros (1948)
- Zhukovski (1950)